# Hanna Balabanova
Hanna Balabanova est une kayakiste ukrainienne pratiquant la course en ligne née le 10 décembre 1969.